# Щипёрно
Щипёрно (Щипюрно, пол. Szczypiorno) — бывшая деревня к юго-западу от города Калиш, в Польше. В 1976 году, вместе с соседствующей на северо-востоке деревней Носкув, включена в состав города Калиша. Образует городской район вдоль современной Вроцлавской улицы.

## История
После разделов Речи Посполитой населённый пункт оказался в составе Прусского королевства, тогда как соседний город Калиш — в составе Российской империи (Царство Польское).
В 1815 году в деревне был устроен пограничный пункт между Пруссией и Российской империей, возведено здание таможни, а также построены казармы гарнизона.
В 1914 году на основе казарм в Щипёрно немецкие власти устроили лагерь для военнопленных и интернированных иностранцев различных национальностей — русских, украинцев, французов, британцев, румын и других.
С июля по декабрь 1917 года лагерь в Щипёрно стал местом заключения 1-го и 2-го «Легионов польских» — созданных немцами польских военных формирований — за их демонстративный отказ дать присягу Германской империи, ослабевшей в войне с Российской империей. «Кризис присяги», произошедший с подачи Юзефа Пилсудского, неформального лидера изначально пронемецких польских формирований, и последующее заключение «Легионов польских» в Щипёрно, стали знаковыми событиями, обеспечившими триумфальный приход Пилсудского к власти осенью 1918 года. В польской историографии сформировался культ «Легионов польских» как носителей польской национальной идеи вне зависимости от того, на чьей стороне они выступали в мировом конфликте.
В 1918 году власти получившей независимость Польской республики содержали в лагере интернированных военнослужащих Германской империи.
С февраля 1919 года по 1921 год власти Польской республики содержали в лагере в Щипёрно военнопленных из Рабоче-крестьянской Красной армии, часть которых погибла из-за голода, инфекционных заболеваний и жестокого обращения. С 1921 по примерно 1924 год там же содержались интернированные украинцы из армии УНР.

## Воинские захоронения
Частично сохранились воинские захоронения, связанные с лагерем в Щипёрно. По состоянию на 1997 год имелась информация о существования в Калишском воеводстве братской могилы 111 умерших в плену в Щипёрно красноармейцев. Также в Калиш-Щипёрно за могилами умерших интернированных из армии УНР осуществляют уход украинские добровольцы.

## См.также
- Советско-польская война 1919-1921 годов